# 泡沫 (鄧紫棋歌曲)
《泡沫》（英語：Bubble）是香港歌手鄧紫棋於2012年10月14日發行的歌曲，歌曲收錄於她個人第三張專輯《Xposed》中。自從鄧紫棋在《我是歌手 2》首場競演中表現此歌曲後，隨即在中國大陸爆紅，在內地音樂串流媒體蝦米音樂的串流量已超越1億次，而在YouTube上獲得超過五千萬觀看人次。

## 歌曲背景
《泡沫》於2011年由鄧紫棋創作。根據鄧紫棋敘述，歌曲是她在分手時所寫，她將在紐約街頭小丑吹的泡沫比喻謊言，美麗卻脆弱，當謊言被戳破時，傷害極深。

## 歌曲評價
電台DJ鄭洋評論歌曲旋律很吸引，音樂教授山河先生認為鄧紫棋能夠游刃有餘地展示各音區；對其歌曲的演繹表示肯定。

## 其他版本

### 《25 LOOKS》
- 《泡沫 (PÀO MÒ Remix)》 － 5:04[6]

## 音樂影片
製作人員
- MV導演：張丹[7]

觀看人次
| 發佈日期       | 音樂影片               | 觀看人次   | Ref.  |
| -------------- | ---------------------- | ---------- | ----- |
| 2012年10月14日 | YouTube上的泡沫        | 14,237,099 | [ 1 ] |
| 2012年10月18日 | YouTube上的泡沫 (Vevo) | 56,976,155 | [ 8 ] |

- 最後一次更新：2019年12月15日

## 現場表演
- 《我是歌手 2》 － 第一期 [9]
- 《X.X.X. Live 世界巡迴演唱會》表演曲目
- 《Queen of Hearts世界巡迴演唱會》表演曲目
- 香港唱片銷量大獎2013[10]
- 星光熠熠耀保良2014[11]
- 第十二屆KKBox風雲榜[12]
- 《星和無線電視大獎2017》[13]
- 圍爐音樂會
- 《金曲撈之挑戰主打歌 － 第五期》
- 2018年新北市歡樂耶誕城巨星耶誕演唱會[14]
- 《浙江衛視領跑2018演唱會》
- 《差不多28生日會》表演曲目

## 榜單表現

### 週榜
| 榜單           | 最高排名 |
| -------------- | -------- |
| 新城勁爆本地榜 | 2        |
| KKBox（香港）  | 1        |
| KKBox（台灣）  | 5        |
| QQ音樂         | 1        |